# ミツバテンナンショウ
ミツバテンナンショウ（三葉天南星、学名:Arisaema ternatipartitum）は、サトイモ科テンナンショウ属の多年草。
葉をふつう2個つけ、葉身は無柄で3小葉に分裂する。仏炎苞は紫褐色で、仏炎苞口辺部は耳状に広く開出する。小型の株は雄花序をつけ、同一のものが大型になると雌花序または両性花序をつける雌雄偽異株で、雄株から雌株に完全に性転換する。

## 特徴
地下の球茎は扁球形になり、球茎上の腋芽はほぼ2列に並ぶ。花後に白色の地下走出枝を出し、先端に子球を生じさせた後に走出枝は切れる。植物体の高さは12-30cmになる。偽茎部と葉柄部の長さはほぼ同じ。葉はふつう2個つき、葉身は無柄で3個に分裂し、小葉は卵形から菱状卵形で、先端はわずかに伸び、縁に微細な鋸歯が密にある。
花期は4-5月。花序は葉より早く展開し、花序柄は長く、花序は葉より高い位置につく。仏炎苞は紫褐色で、仏炎苞口辺部が広く開出する。仏炎苞舷部は卵形から長楕円状三角形で、先は鋭頭になり、ゆるやかに前方に曲がる。花序付属体は基部に柄があり、紫褐色で棒状から太棒状になって直立し、仏炎苞筒部より長く、先端がわずかにふくらんで円頭になる。1つの子房に7-14個の胚珠がある。果実は秋に赤く熟す。染色体数は2n=72。

## 分布と生育環境
日本固有種。東日本では静岡県に、西日本では山口県、四国、九州に隔離分布し、山地の林下に生育し、急傾斜の岩礫地に多い。

## 名前の由来
和名ミツバテンナンショウは、「三葉天南星」の意で、小葉が3個あることによる。
種小名（種形容語）ternatipartitum は、「三つに深裂した」の意味。

## ギャラリー

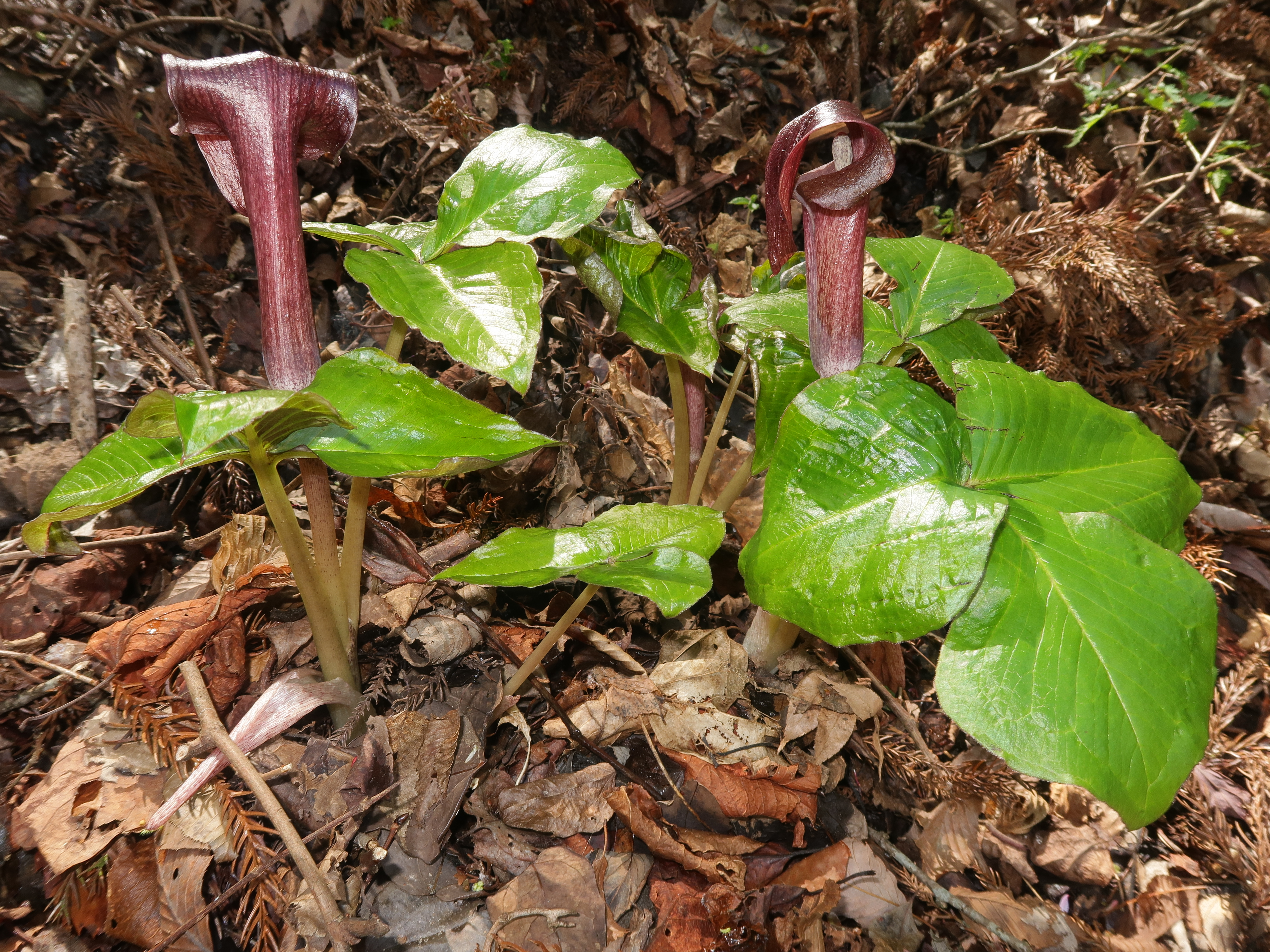
花序は葉より高い位置につく。仏炎苞は紫褐色で、仏炎苞口辺部が広く開出する。仏炎苞舷部は先は鋭頭になり、ゆるやかに前方に曲がる。
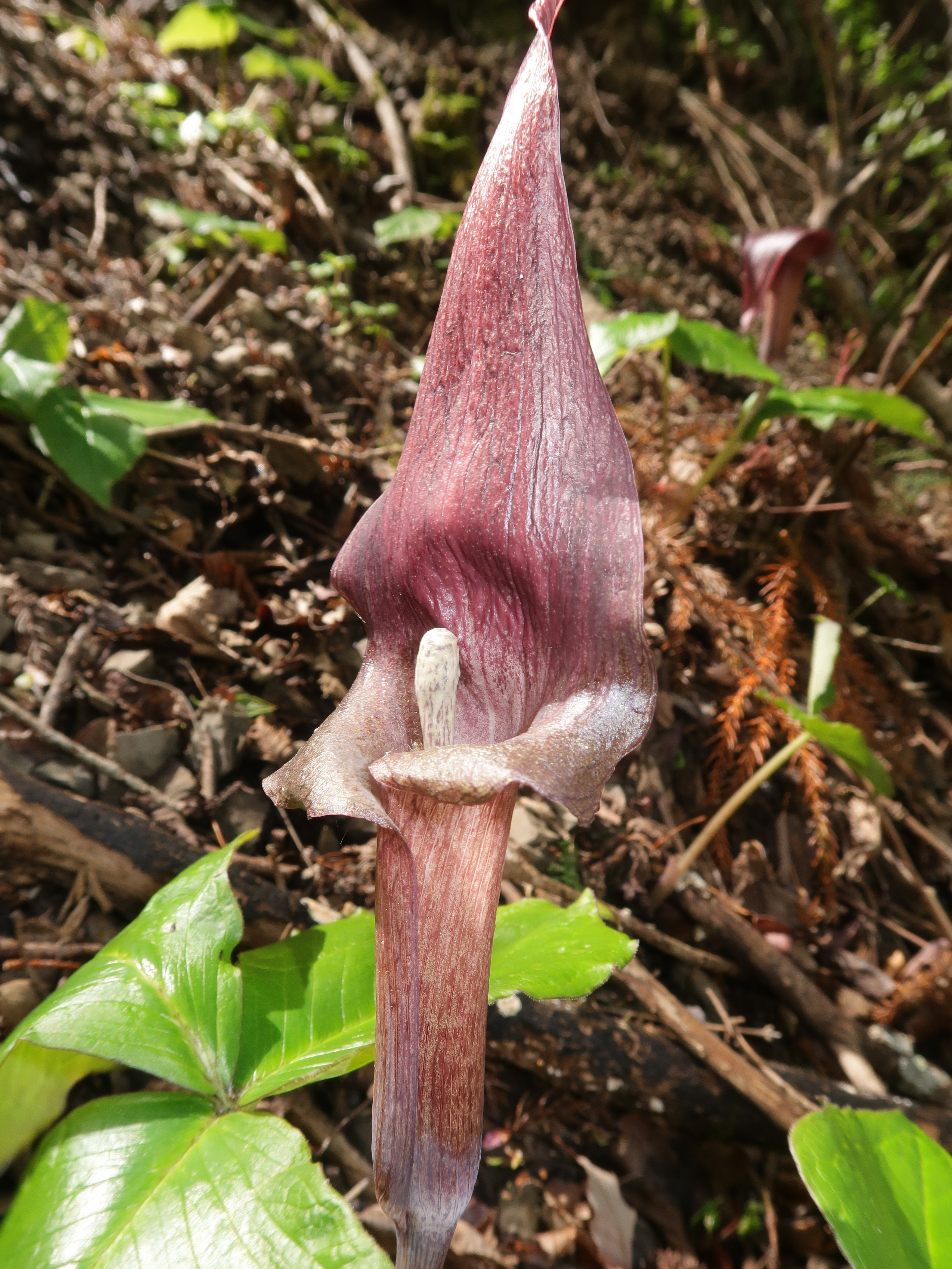
仏炎苞舷部を持ち上げて撮影。花序付属体は紫褐色で、棒状から太棒状になって直立し、仏炎苞筒部より長く、先端がわずかにふくらんで円頭になる。
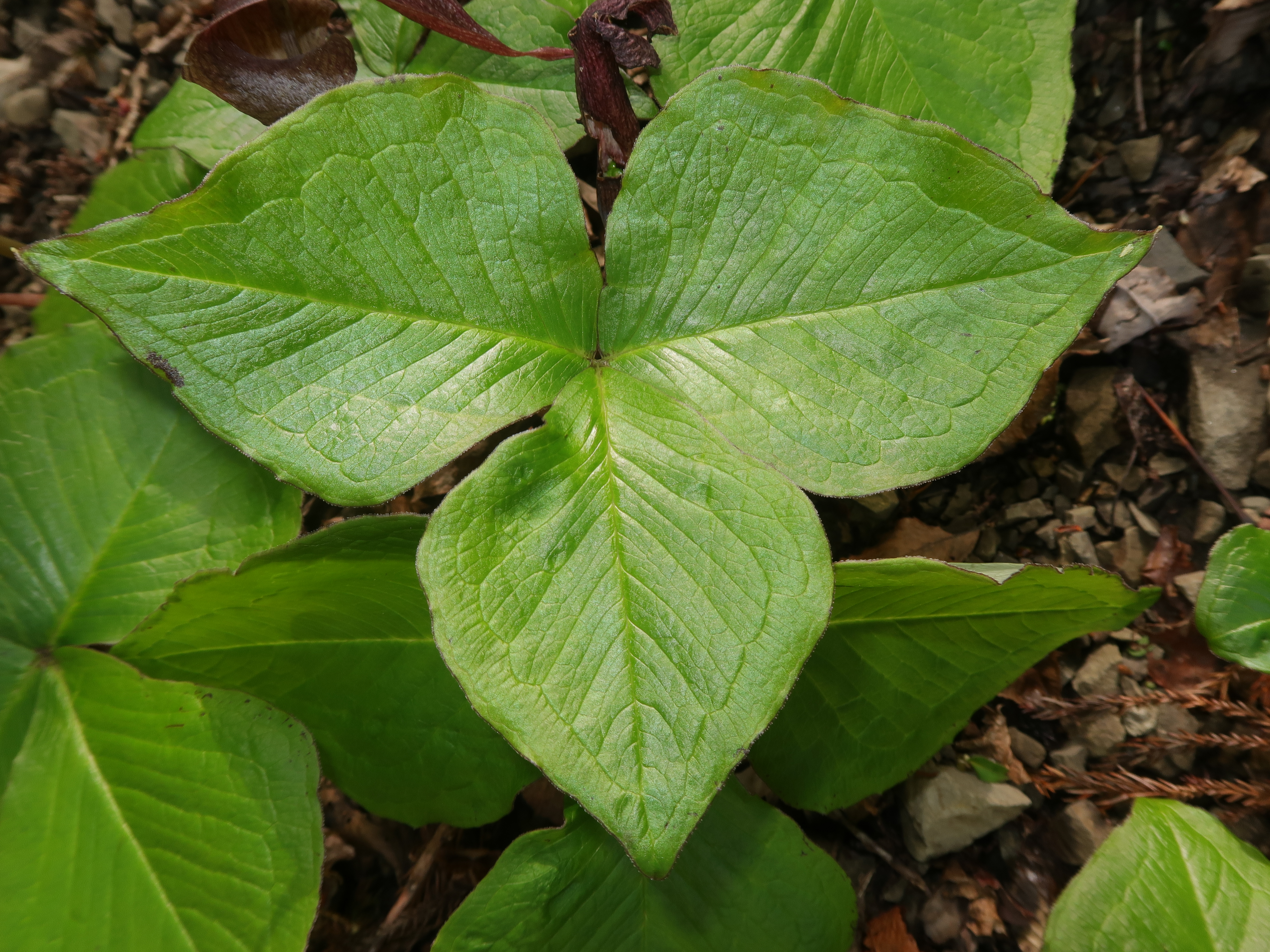
葉身は無柄で3個に分裂し、縁に微細な鋸歯が密にある。
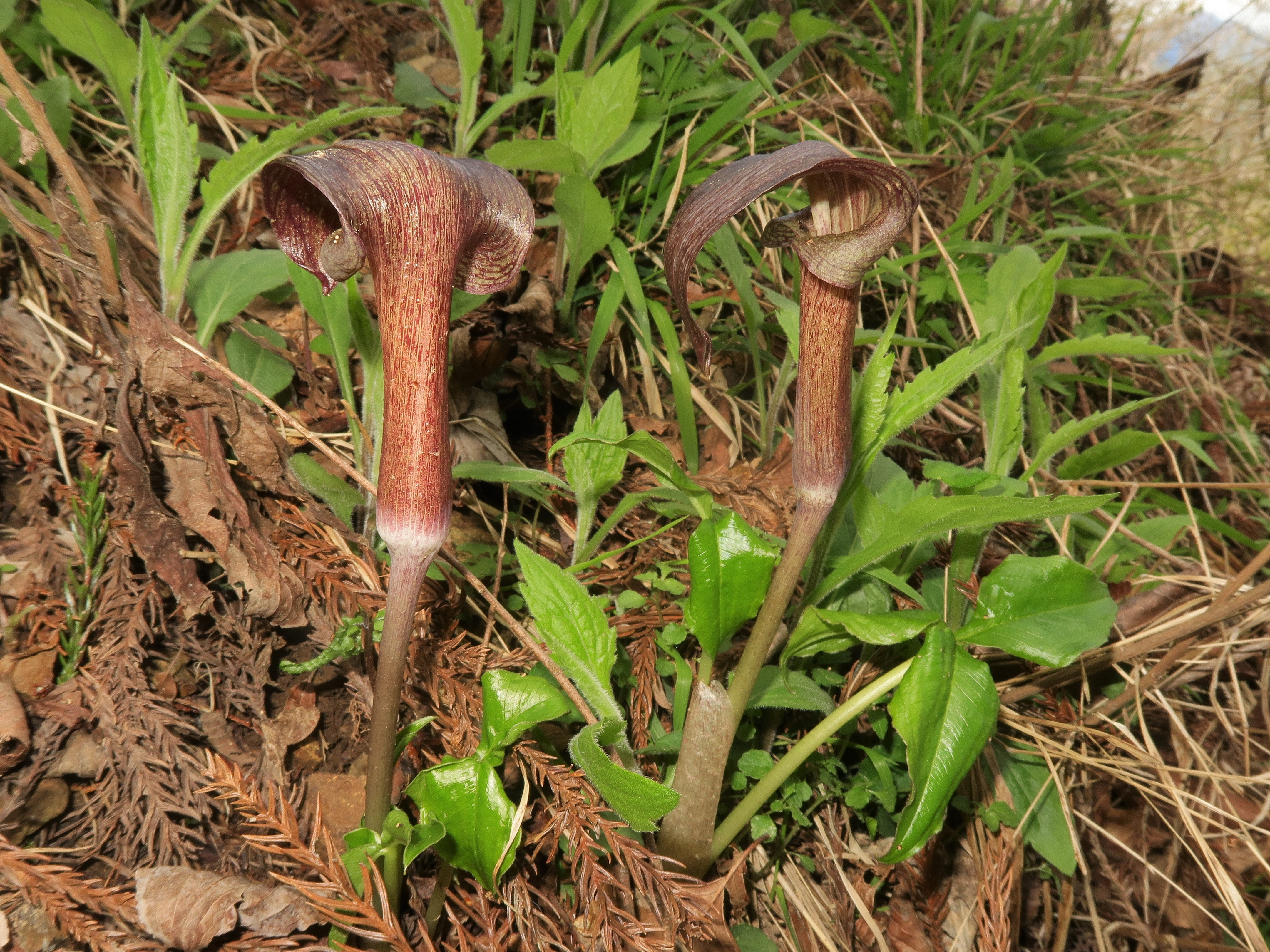
花序は葉より早く展開する。
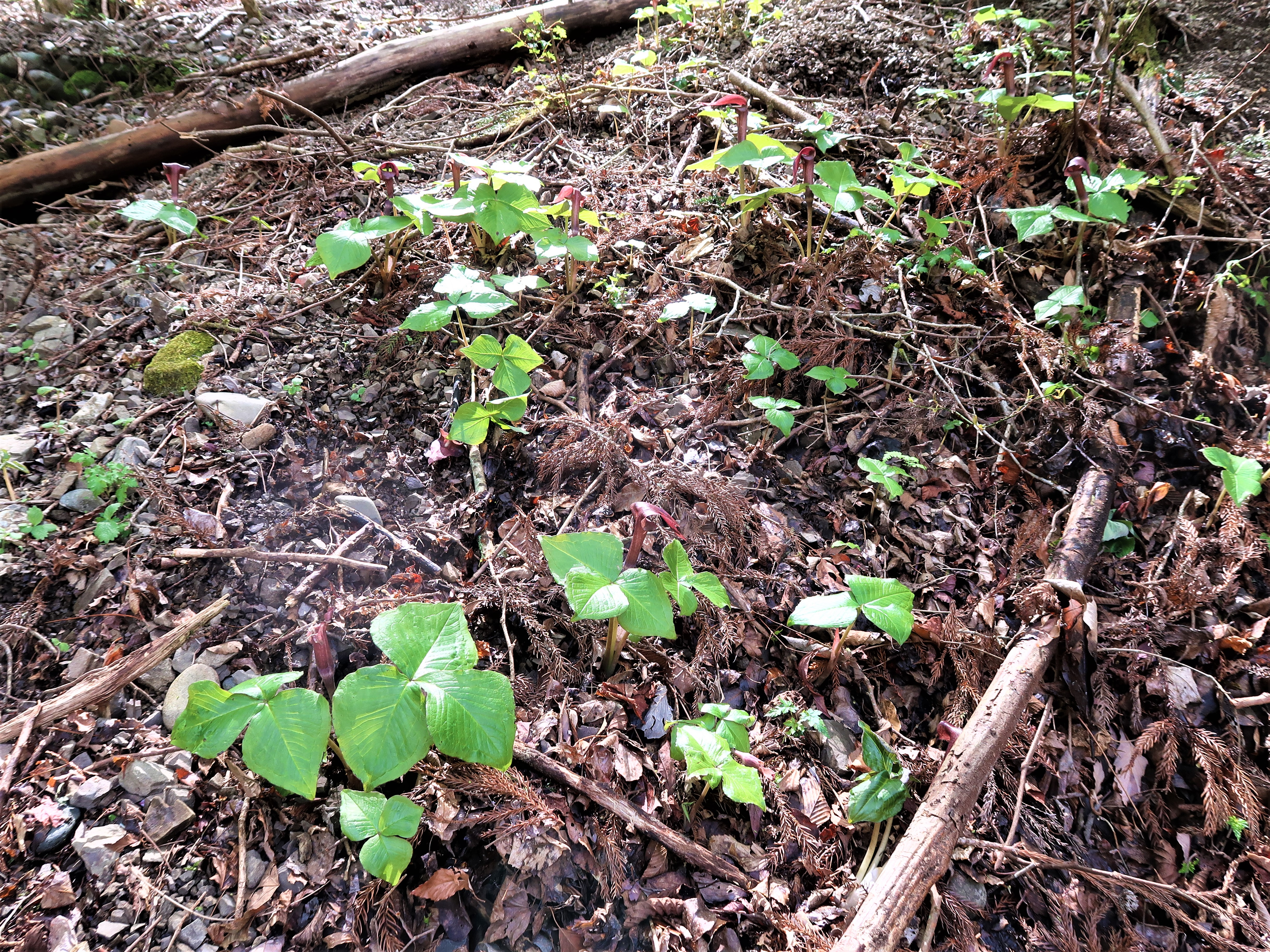
急傾斜の岩礫地での生育状況。
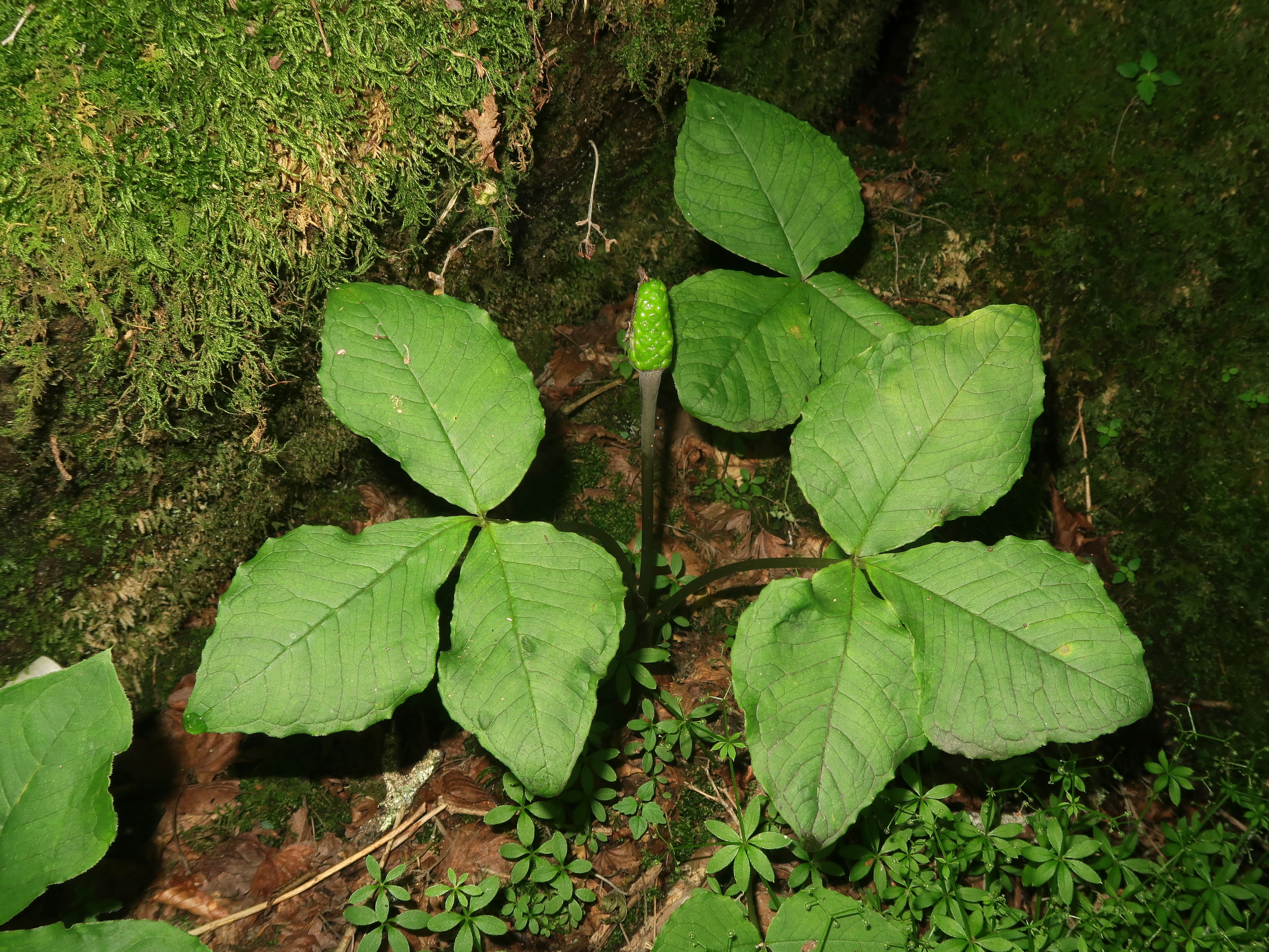
赤く熟す前の果実。愛媛県久万高原町。7月上旬

## 近縁種
3小葉をもつ日本に分布する種にムサシアブミ A. ringens がある。同種とは、本種は地下走出枝を出すこと、葉の縁に微細な鋸歯があること、仏炎苞の形がまったく異なることなどにより、簡単に区別できる。